# Paul Kammerer
Paul Kammerer (Viena 1880 - Puchberg am Schneeberg 1926) fou un biòleg austríac que va estudiar i intentar demostrar experimentalment la teoria, actualment desacreditada, de l'herència dels caràcters adquirits, coneguda com a Lamarckisme – la idea que els organismes poden transmetre als seus descendents característiques que han adquirit durant la seva vida. També és conegut com a autor de l'anomenada llei de serialitat.

## Carrera
Kammerer començà la seva carrera acadèmica a l'Acadèmia de Viena, estudiant música, però es graduà en Biologia. Posteriorment realitzà nombrosos experiments, la major part relacionats amb l'encreuament i el desenvolupament embrionari d'amfibis. El seu experiment més famós va ser realitzat amb el tòtil (Alytes obstetricans), una espècie de gripau terrestre, i va consistir a obligar uns mascles d'aquesta espècie a copular en l'aigua, cosa que els és molt difícil perquè en intentar agafar-se a les femelles llisquen i rarament acaben la còpula. Després d'unes quantes generacions, Kammerer anuncià que havia aconseguit que els gripaus desenvolupessin a les potes davanteres uns coixinets nupcials, presents habitualment en espècies de gripaus aquàtics, que els eren útils per a agafar les femelles i no relliscar.
Aquests resultats, que no van ser reproduïts per cap altre investigador, despertaren les sospites de científics contraris al lamarckisme. L'any 1926, el Dr. G. K. Noble va descobrir que l'únic gripau mascle amb coixinets que es conservava no era un tòtil (era d'una espècie aquàtica que ja tenia coixinets de manera natural) i que, a més, l'aparença dels coixinets havia estat ressaltada amb la injecció subcutània de tinta xinesa. Aquesta troballa va ser publicada a Nature. Kammerer es suïcidà sis mesos més tard, defensant la seva innocència. Es desconeix si el frau va ser realment comès per Kammerer, per un col·laborador o per un enemic que volgués desacreditar-lo.
L'any 1971, Arthur Koestler publicà un llibre on defensava Kammerer i proposava que havia estat víctima d'un complot.
Posteriorment, Stephen Jay Gould proposà en el seu article Sombras de Lamarck, publicat al llibre El pulgar del Panda, que Kammerer podia haver obtingut tòtils amb coixinet, però que això era degut al fet que el seu experiment posava en marxa, de fet, un mecanisme de selecció natural. Els tòtils són descendents de gripaus aquàtics i alguns d'ells presenten ocasionalment coixinet, com un atavisme. La reproducció dels tòtils a l'aigua era molt poc eficient i donava molt d'avantatge als mascles que presentessin, per poc acusat que fos, aquest atavisme. Els mascles amb coixinet, doncs, serien producte d'un mecanisme darwinià i no lamarckià.